# El Diquecito
El Diquecito es una localidad ubicada en el departamento Colón, provincia de Córdoba, Argentina. 
Se encuentra 30 km al oeste de la capital provincial y a 5 km de la ciudad de La Calera, a cuyo municipio pertenece.
Situada en la margen sur (derecha) del Río Suquía,  el nombre El Diquecito se debe a una presa derivadora erigida sobre el río, que surtía de agua a la usina de La Calera. Aunque dicha usina no se encuentra actualmente en funcionamiento, el canal que nace en El Diquecito sí lo está. Luego entubado, en La Calera alimenta la toma de agua de la empresa Aguas Cordobesas, que abastece de agua cruda a la Planta Potabilizadora Suquía. Esta planta abastece de agua potable a toda la zona norte de la ciudad de Córdoba.
El lugar es también conocido por la clínica dietética fundada el 5 de enero de 1946 por el médico alemán Pablo Busse Grawitz, que funciona hasta la actualidad. Fue innovadora en tanto aportó la práctica europea de combinar los tratamientos médicos con las comodidades de un spa.
La Villa El Diquecito se extiende en las proximidades de la clínica, y también aguas abajo, en otros dos sectores aledaños al río, en una extensión de 2 km. Se compone de 349 viviendas, entre las que se cuentan las de los humildes lugareños, así como las casas de fin de semana utilizadas para fines turísticos.